# Diaphania purpurea
Diaphania purpurea is een vlinder uit de familie van de grasmotten (Crambidae), uit de onderfamilie van de Spilomelinae. De wetenschappelijke naam van deze soort is voor het eerst voorgesteld als Glyphodes purpurea door George Francis Hampson in een publicatie uit 1912. De spanwijdte van het mannetje bedraagt 36 millimeter.
De soort komt voor in Colombia en Venezuela.